# Vasúti kocsik siklócsapágya
A siklócsapágy vagy csúszócsapágy a csapágyak egyik fő típusa, melynél a tengely és a csapágy felülete csúszik egymáson, illetve megfelelő feltételek esetén a köztük kialakuló vékony olaj- vagy zsírrétegen. (A másik fő csapágytípus a gördülőcsapágy). Az egyszerű csúszócsapágyak (mint például a hagyományos lovaskocsik kocsikenőccsel kent csapágya) előnye egyszerű szerkezete, hátránya a viszonylag nagy ellenállása, különösen indításnál. A korszerű hidrodinamikai vagy hidrosztatikai elven működő siklócsapágyak súrlódási viszonyai vetekszenek a gördülőcsapágyakéval, azonban kialakításukra és üzemükre kényesebbek.

## A csapágyazásról
A csapágy az üzem közben ébredő vízszintes és függőleges erőket közvetíti a kocsiszekrény és a forgó kerékpár között, a vasúti jármű hordművének első eleme. A tengelyek lehetnek sikló, vagy gördülőcsapágyazásúak, míg a régebbi járműveknél az előbbit, addig az újabbaknál az utóbbit használják. A vasutak a gazdaságosság érdekében fokozatosan lecserélték a siklócsapágyakat, amelyeknél 10-15%-kal nagyobbak a súrlódási tényezőből adódó költségek, mint a modernebb gördülőcsapágyaknál, és több karbantartást, kenőanyagot igényelnek. A siklócsapágy előnye az, hogy egyszerű eszközökkel is jó minőségben gyártható és javítható. Legnagyobb hátránya, hogy a siklócsapágyas vasúti kocsit elindítani sokkal nagyobb vonóerőre van szükség. (Ha egy kocsi vízszintes pályán már mozog, egy ember is könnyedén eltolja, de megindítani nem képes). A gördülőcsapágyak nem javíthatók, de gördülési ellenállásuk kisebb.

## A siklócsapágy felépítése

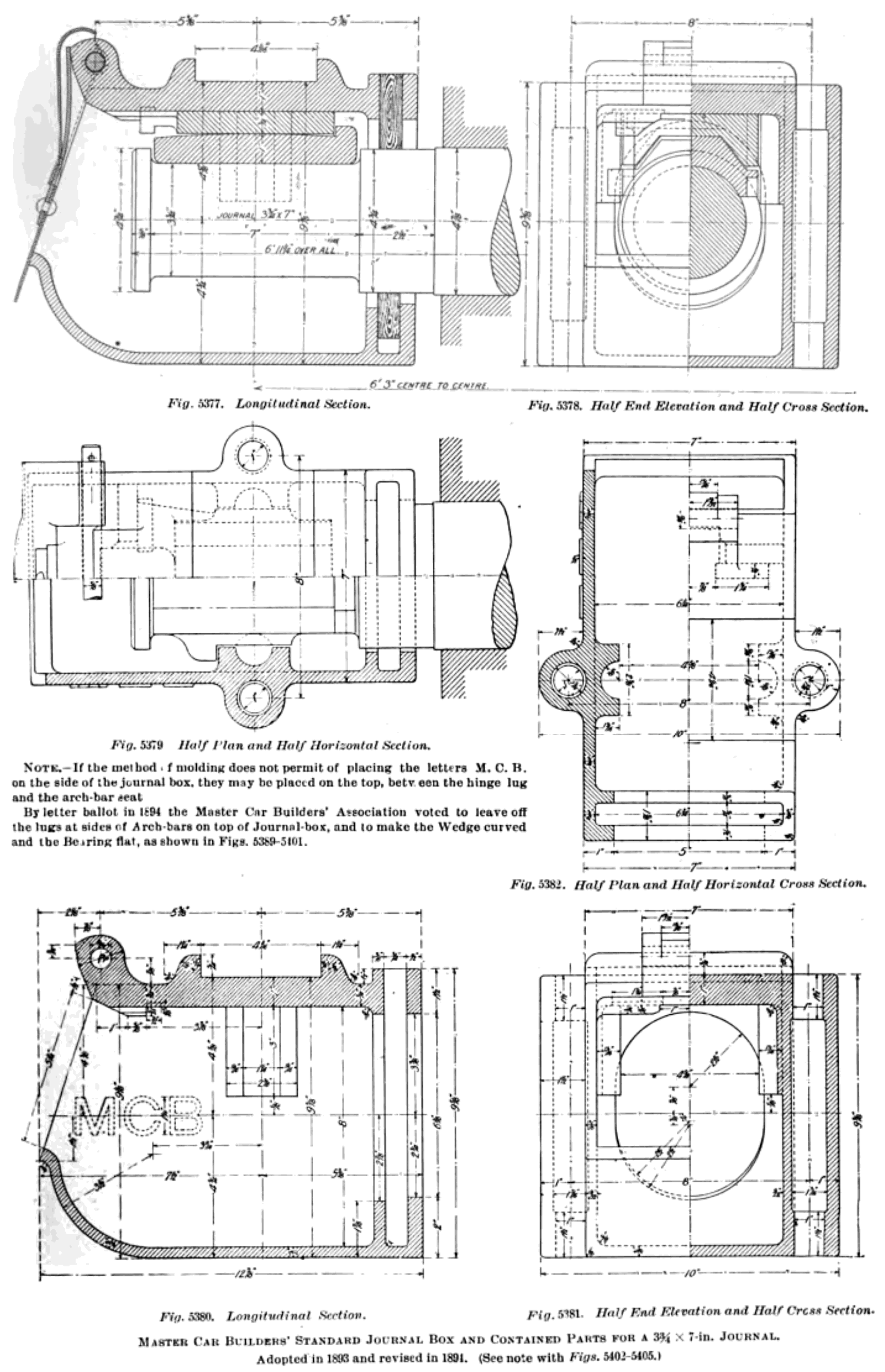
Vasúti kocsi csapágyháza és siklócsapágya

### Csapágycsészék
A csapágycsészéknek csak felső részük van, mivel a tengelycsapra ható függőleges erők mellett elhanyagolhatók a vízszintes, vonó- és fékezőerők.

### Kenőpárna
A csapot egy kenőpárna keni, ami az alsó feléhez rugókkal van szorítva. A kenőpárna az olajtérből szívja fel az olajat gyapjú szívószálakon keresztül.

### Csapágyház
A csapágyház további feladata a hordrugó alátámasztása, és a kerékpár vezetése a csapágyvezetékek között. A csapágycsészét korábban bronzból, manapság temperöntvényből, acélöntvényből, vagy sajtolt acélból gyártják. A csészéket csapágyfémmel öntik ki.

## Biztonság, fejlesztések

### Vasútbiztonság
Nemzetközi forgalomban az UIC vasútbiztonsági okokból korlátozza a siklócsapágyak használatát. Ezek a korlátozások is arra ösztönzik a vasutakat, hogy a nemzetközi forgalomban részt vevő kocsiparkjukban ne legyenek siklócsapággyal ellátott kocsik. A csapágyakat, ha érdemes, kicserélik. Új kocsikat már csak gördülőcsapággyal szereznek be.

### Fejlesztések
A siklócsapágyas járművek üzembiztonságának (hőnfutás csökkentése) fokozása végett kifejlesztették a mechanikus kenésű csapágyakat. Ezeknek a csapágyaknak az egyik típusa az Isothermos csapágy. Ennél a csapágynál egy, a tengelyvégre szerelt forgó lapát a csapágy tetejére szórja az olajat, ahonnan az kenőfuratokon át jut a tengelycsapra. Az így létrejövő olajcirkuláció a fordulatszám (sebesség) növekedésével egyenes arányban nő, így nagy sebességen is jó siklási viszonyokat eredményez a csapágyban. Ezt a csapágytípust a MÁV V43 sorozatú villamos mozdonyoknál is sikeresen alkalmazzák.